# 東大病院ルンバール事件
東大病院ルンバール事件（とうだいびょういんルンバールじけん）とは、東京大学医学部附属病院においてルンバール施術（腰椎穿刺）の過程で発生した医療過誤事件、または、その医療過誤によって後遺症が生じた患者が医師に損害賠償を請求した民事訴訟である。

## 事件の概要
本事件における「ルンバール施術」とは、腰椎穿刺による髄液採取とペニシリンの髄腔内注入を指す。なお、ルンバール施術は、施術後に患者が嘔吐することがあるので、食事の前後を避けて行うのが通例である。
当時3歳であった患児は化膿性髄膜炎で東京大学医学部附属病院に入院し、連日のルンバール施術によって、症状は次第に軽快していた。
1955年9月17日、担当医師が学会に出席するために、昼食20分後に患者にルンバール施術を実施した。その際、患児はいやがって泣き叫んだが、医師は馬乗りになって患児の体を固定し、何度も穿刺して施術開始から30分後にようやく成功した。ところが、その15分ないし20分後に、患児は突然嘔吐し、けいれん発作を起こした。その後、患児は右半身不全麻痺や言語障害、知的障害、運動障害を発症し、後遺症となった。
患児は、東京大学医学部附属病院を経営する国を被告とし、使用者責任（民法第715条）に基づく損害賠償を求めて提訴した。

## 訴訟

### 争点
1. 後遺症の原因[2]
2. 後遺症の発症と、担当医師が行ったルンバール施術との間の因果関係[2]
3. 担当医師の治療上・看護上の過失[2]

### 訴訟の経過

#### 第一審（東京地方裁判所）
東京地方裁判所は、第一審（東京地判昭和45年2月28日判時607号84頁）は、原告側の請求を棄却した。
第一審判決では、後遺症の原因（争点1）は脳出血であることと、後遺症とルンバール施術の因果関係（争点2）が認定されたが、担当医師の治療上・看護上の過失（争点3）は認められなかった。
第一審判決を受けて、原告は控訴した。

#### 控訴審（東京高等裁判所）
東京高等裁判所は、控訴審（東京高判昭和48年2月22日民集29巻9号1480頁）において、原告側の控訴を棄却した。
まず、控訴審判決は、下記の事実を認定した。
1. 原告患児の入院後に髄膜炎の症状は軽快しつつあったが本件ルンバール施術を受けた直後に発作を起こして後遺症が残ったこと
2. ルンバール施術直後の髄液所見は病状の好転を示していたこと
3. 食事前後のルンバールは嘔吐のリスクがあるので避けるのが通例なのに本件では担当医が学会出席に間に合わせるためあえて食後20分以内に行われたこと、そして嫌がる原告患児を押さえつけて実施し、何度もやり直すなど終了まで約30分を要したこと
4. 原告患児の血管はもともと脆弱で、上記の情況でのルンバール実施により脳出血を惹起した可能性があること
5. 臨床所見と脳波所見を総合すると脳実質の左側に異常部位があると判断されること
6. 原告患児が退院するまで主治医は原因を脳出血として治療していたこと
7. 化膿性髄膜炎再燃の蓋然性は通常低く、当該事案でも再燃するような特別の事情が認められないこと

その上で、控訴審判決は、「なお、本件訴訟にあらわれた証拠によつては、本件発作とその後の病変の原因が脳出血によるか、又は化膿性髄膜炎もしくはこれに随伴する脳実質の病変の再燃のいずれによるかは判定し難い」として、請求を棄却した。
控訴審判決を受け、原告は上告した。

#### 上告審（最高裁判所）
上告審において、最高裁判所第二小法廷（裁判長:大塚喜一郎）は、原判決を破棄し、本事件を控訴審に差し戻した。

#### 差戻控訴審（東京高等裁判所）
東京高等裁判所は、差戻控訴審（東京高判昭和54年4月16日訟月25巻8号2065頁）において、原告の請求を認容した。
本判決は、後遺症の原因（争点1）は脳出血であることと、後遺症とルンバール施術の因果関係（争点2）が認められることを前提として判断を行った。
まず、ルンバール施術を行う医師は、患児に与えるショックが異常に大きくなるような場合には直ちにルンバール施術を中止すべき義務があると指摘し、その上で、ルンバール施術が原告患児に対し異常に大きなショックを与えたものと推測するに難くなく、担当医師にとって原告患児の全身状態からそのショックの程度を判断するのは容易であったのに、ルンバール施術を続行したことに、担当医師の過失を認めた（争点3について原告の主張を認容）。

## 上告審判決

### 判旨
まず、本判決は、冒頭で、訴訟上の因果関係の立証につき次のように判示する。
訴訟上の因果関係の立証は、一点の疑義も許されない自然科学的証明ではなく、経験則に照らして全証拠を総合検討し、特定の事実が特定の結果発生を招来した関係を是認しうる高度の蓋然性を証明することであり、その判定は、通常人が疑を差し挟まない程度に真実性の確信を持ちうるものであることを必要とし、かつ、それで足りるものである。
—最高裁判所第二小法廷、判決 1975年(昭和50年)10月24日 民集第29巻9号1417頁、昭和48(オ)517
次に、本判決は、前掲の控訴審の認定した事実のうち、けいれん発作が「上告人の病状が一貫して軽快しつつある段階において、本件ルンバール実施後一五分ないし二〇分を経て突然に発生したもの」であること（事実1）と、「化膿性髄膜炎の再燃する蓋然性は通常低いものとされており、当時これが再燃するような特別の事情も認められなかつたこと」（事実7）を特に採り上げた。
そして、本判決は、事実関係の総合検討の結果として、「他に特段の事情が認められないかぎり、経験則上本件発作とその後の病変の原因は脳出血であり、これが本件ルンバールに困つて発生したものというべく、結局、上告人の本件発作及びその後の病変と本件ルンバールとの間に因果関係を肯定するのが相当である」と判断した（争点1及び2について原告の主張を認容）。
その上で、控訴審判決を破棄しつつ、「担当医師らの過失の有無等につきなお審理する必要がある」（争点3の審理不尽）として、本事件を東京高等裁判所に差し戻した。

## 影響

### 民事訴訟における証明度のリーディングケース
本判決は、民事訴訟において求められる証明の程度を一般論として示したリーディングケースとされている。特に、冒頭の一節で提示された「高度の蓋然性」や「通常人が疑を差し挟まない程度」といった概念は有名である。
なお、この判示は、刑事訴訟における先例（最一小判昭和23年8月5日刑集2巻9号1123頁）を応用したものと解されている。